# 金山駅 (黄海南道)
金山駅（クムサンえき、朝鮮語: 금산역）は、朝鮮民主主義人民共和国の黄海南道載寧郡の駅で、殷栗線に属する。 

## 隣の駅
殷栗線
養洞駅 - 金山駅 - 載寧駅